# Meu Filho, Minha Vida
Meu Filho, Minha Vida foi uma telenovela brasileira que foi produzida e exibida pela extinta TV Tupi às 20 horas, entre 20 de março a 30 de setembro de 1967. Foi escrita por Wálter George Durst e dirigida por Wanda Kosmo, livremente baseada no O Lorde Negro, de Emile de Richebourg.

## Sinopse
Tyrone é um homem ambicioso que espera que seu cunhado Lord Allan, doente com tuberculose, deixe sua fortuna para sua irmã Catherine, mentindo que a mesma está grávida. Ele manda sua amante roubar uma criança, Letícia sequestra o bebê do pobre casal Nellie e Christopher Adams, a criança é entregue a Lady Catherine, que passa a criá-lo como seu filho legítimo.

## Elenco
- Aracy Balabanian - Nellie Addams
- Vida Alves - Catherine Radenshawn
- Wilson Fragoso - Cristhoper Addams
- Rildo Gonçalves - Lord Allan
- José Parisi - Tyrone Radenshawn
- Thilde Francheschi - Letícia
- Percy Aires - Inspetor Morley
- Maria Célia Camargo - Judith
- Annamaria Dias - Condessa de Essex
- Norah Fontes - Miss Mills
- Patrícia Mayo
- Clenira Michel - Mrs. Linton
- João Monteiro - Syllas
- Nello Pinheiro - Jenkins
- Marisa Sanches -Irmã Thereza
- Ruy Rezende - Mr. Simons